# Покачалов, Николай Николаевич
Николай Николаевич Покачалов (25 февраля 1910, село Вторая Кривка, Липецкий уезд, Тамбовская губерния, — 24 апреля 1952, Райчихинск, Амурская область) — майор авиации, Герой Советского Союза (1944).

## Биография
Родился 25 февраля 1910 года в селе Вторая Кривка (ныне — Грязинский район Липецкой области). С раннего возраста проживал в городе Ровеньки Ворошиловградской области Украинской ССР, окончил там семь классов школы. Позднее окончил Одесскую совпартшколу. В 1932 году призван на службу в Рабоче-крестьянскую Красную Армию. В 1934 году окончил Одесскую пехотную школу, в 1936 году — Харьковскую военную авиационную школу штурманов.
С начала Великой Отечественной войны — на её фронтах.
К марту 1944 года был штурманом эскадрильи 101-го авиаполка 1-й авиадивизии 7-го авиакорпуса АДД СССР. К тому времени он совершил 331 боевой вылет на бомбардировку скоплений боевой техники и живой силы противника, его важных объектов в глубоком тылу, а также на сброс боеприпасов партизанам и эвакуацию раненых с оккупированных территорий.
Указом Президиума Верховного Совета СССР от 13 марта 1944 года за «образцовое выполнение заданий командования и проявленные при этом мужество и героизм» майор Николай Покачалов был удостоен звания Героя Советского Союза с вручением ордена Ленина и медали «Золотая Звезда» за номером 3595.
В 1947 году уволен в запас. Проживал и работал в городе Райчихинске Амурской области. Скоропостижно умер 24 апреля 1952 года, похоронен на городском кладбище Райчихинска.
Был также награждён орденами Красного Знамени и Отечественной войны 1-й степени, двумя орденами Красной Звезды, рядом медалей.